# Unserer Lieben Frau (Tacherting)

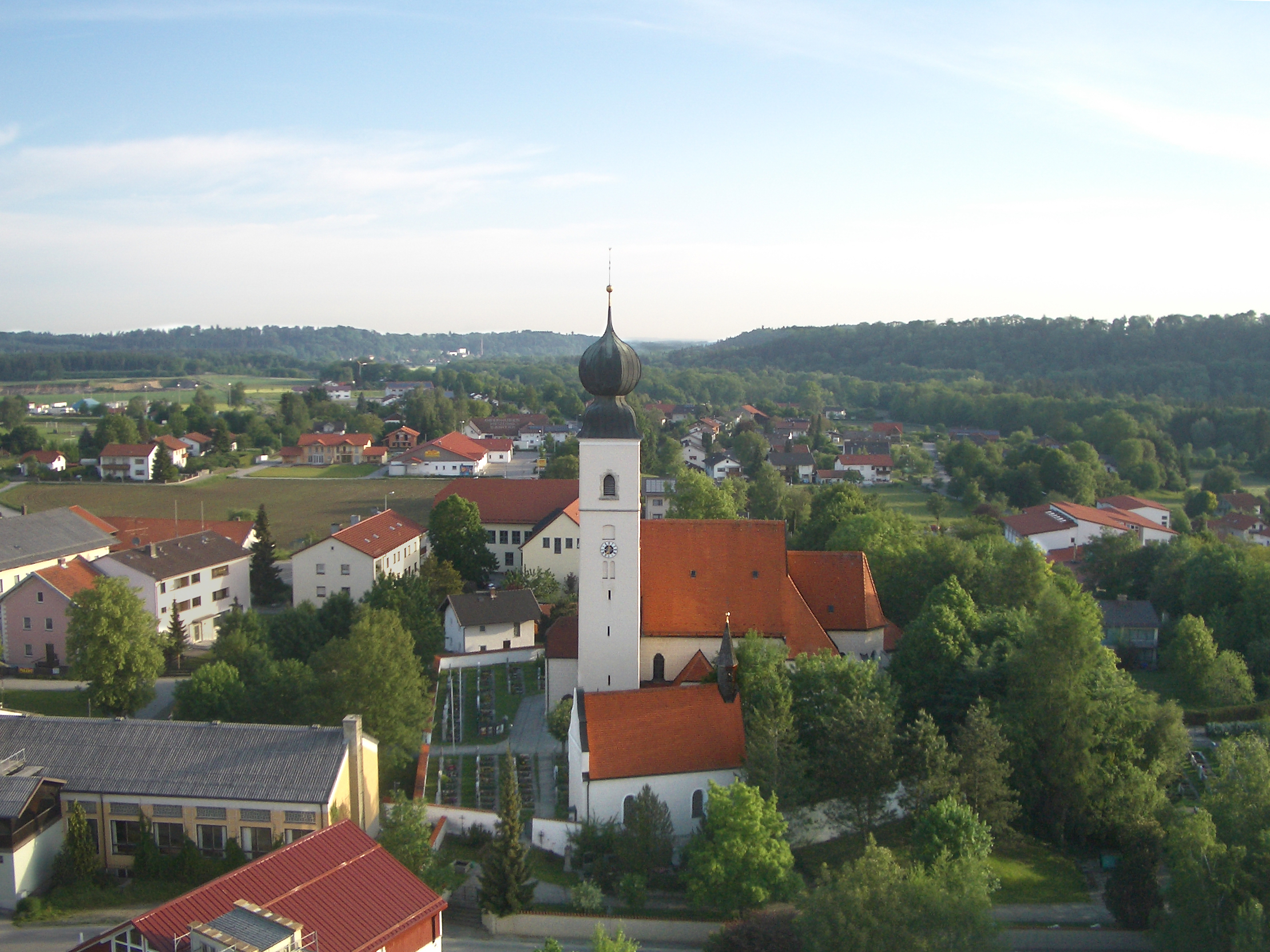
Unserer Lieben Frau in Tacherting

Die römisch-katholische Pfarrkirche Unserer Lieben Frau steht in Tacherting, einer Gemeinde im oberbayerischen Landkreis Traunstein. Sie ist in der Liste der Baudenkmäler in Tacherting als Baudenkmal unter der Nr. D-1-89-149-1 eingetragen. Die Kirche gehört zum Dekanat Traunstein im Erzbistum München und Freising.

## Beschreibung
Die gotische Saalkirche wurde Mitte des 15. Jahrhunderts errichtet und in den Jahren 1765 bis 1767 durch Franz Alois Mayr barock umgestaltet. Sie besteht aus dem Langhaus, dem eingezogenen Chor mit Fünfachtelschluss im Osten und der Sakristei an der Südwand des Chors. Ein Vorbau mit Vorhalle an der Südwand des Langhauses führt zum Hauptportal und zu der östlich einbezogenen Taufkapelle. Ein weiterer Eingang befindet sich in dem Vorbau an der Westwand des Langhauses. In der Südwestecke von Langhaus und Vorbau steht der Kirchturm auf quadratischem Grundriss. Er wurde um 1700 um zwei Geschosse erhöht und mit einer Zwiebelhaube bedeckt. Das untere Geschoss enthält die Turmuhr, das obere den Glockenstuhl mit fünf Glocken. 
Die Deckenmalerei mit einer Darstellung der Himmelskönigin im Langhaus gestaltete 1766/67 Franz Joseph Soll. Der Hochaltar wird von den Skulpturen des Evangelisten Johannes und des Jakobus des Älteren flankiert. Im Altarretabel ist Mariä Aufnahme in den Himmel dargestellt.
Die Hauptorgel mit 17 Registern auf zwei Manualen und Pedal baute 1979 Friedrich Glockner aus Mühldorf. Die Chororgel wurde 1992 von Orgelbau Linder gebaut und ist das Meisterstück des Orgelbaumeisters Alois Linder.